# Élisabeth Chaud
Élisabeth Chaud (* 7. Dezember 1960 in Puy-Saint-Vincent) ist eine ehemalige französische Skirennläuferin.

## Biografie
In ihrer Karriere gewann die Französin ein Weltcuprennen: im Dezember 1981 den Riesenslalom von Chamonix vor der Deutschen Irene Epple und der Schweizerin Erika Hess. Chaud belegte auch in der Abfahrt Plätze auf dem Podest. Sie erreichte jeweils einen zweiten Platz 1982 in Bad Gastein und 1983 beim Goldschlüsselrennen in Schruns. 1981 wurde sie französische Meisterin in der Kombination.
Bei Großveranstaltungen hatte Chaud wenig Erfolg: Sie nahm an den Weltmeisterschaften 1978 in Garmisch-Partenkirchen, 1982 in Schladming/Haus im Ennstal und 1985 in Bormio/Santa Caterina Valfurva sowie den Olympischen Winterspielen 1984 in Sarajevo teil, erzielte dabei aber nur mit dem 16. Platz in der WM-Abfahrt 1982 ein zählbares Ergebnis. 1986 beendete sie ihre Karriere.